# Classical Philology
Classical Philology (CP/CPh) is een wetenschappelijk tijdschrift, dat sinds 1906 wordt uitgegeven door de University of Chicago Press. Het publiceert artikels en essays over Griekse en Romeinse taal en literatuur, geschiedenis, filologie, religie, kunst, en maatschappij. Het tijdschrift bestrijkt een breed spectrum aan onderwerpen vanuit een verscheidenheid van interpretatieve invalshoeken. Het tijdschrift publiceert artikels van wereldwijd gerespecteerde onderzoekers en professors van prominente universiteiten. Het is een waardevolle uitgave voor onderzoekers in de klassieken, de linguïstiek, de geschiedenis, de vergelijkende literatuurwetenschap, en de filologie.